# Cartridge (Band)
Cartridge (['kaːtrɪdʒ], engl. für Kassette) ist eine 2002 gegründete vierköpfige Indie-Band aus Dänemark.

## Geschichte
Die Band stellte 2004 ihr erstes Demotape aus drei Stücken zusammen und stieß damit auf positive Resonanz sowohl in Dänemark als auch unter deutschen Independent-Radiostationen. Daraufhin beschlossen die Dänen, mit einem „Moby Dick“ getauften weißen Wohnmobil eine spontane und kaum organisierte Tour durch Europa. In deren Verlauf gewann die Band nicht nur durch eine Panne mit dem Tourbus auf der Hamburger Reeperbahn und den unfreiwilligen Zwischenstopp die Kooperation mit dem Plattenlabel Records & Me, sondern sammelte auf den folgenden Konzerten in Deutschland, Frankreich, Belgien, Schweiz und Tschechien auch noch ausreichend Inspirationen für ihre erste Debüt-EP Nowhere Fast, die im Februar 2005 erschien.
Am 26. Juni spielten Cartridge schließlich auf dem Roskilde-Festival, entwickelten parallel dazu aber schon ihr erstes Album, das im Mai 2006 unter dem Namen Enfant Terrible veröffentlicht wurde. Mit Enfant Terrible orientieren sich Cartridge zwar nach Überzeugung zahlreicher Musikrezensenten am etablierten Genre britischer, skandinavischer oder US-amerikanischer Indie-Rock-Bands, emanzipieren sich aber auch gleichzeitig davon.
2008 wurde ihr zweites Album Fractures veröffentlicht, 2009 wurde daraus die Single The Woods ausgekoppelt.

## Diskografie

### EPs
- 2005: Nowhere Fast

### Alben
- 2006: Enfant Terrible
- 2008: Fractures

### Singles
- 2009: The Woods